# Карповцы (Берестовицкий район)
Ка́рповцы (бел. Карпаўцы) — деревня в Берестовицком районе Гродненской области Белоруссии.
Входит в состав Берестовицкого сельсовета.
Расположена в центральной части района. Расстояние до районного центра Большая Берестовица по автодороге — 4 км и до железнодорожной станции Берестовица — 12 км (линия Мосты — Берестовица). Ближайшие населённые пункты — Жабры, Зайковщина, Лисневичи. Площадь занимаемой территории составляет 0,39 км², протяжённость границ 3780 м.

## История
Карповцы впервые упоминаются в XIX веке. Отмечены как Карповце на карте Шуберта (середина XIX века). В 1890 году в составе Голынской волости Гродненского уезда Гродненской губернии имели 437 десятин земли. В 1905 году 203 жителя. С августа 1915 по 1 января 1919 года входили в зону оккупации кайзеровской Германии. Затем, после похода Красной армии, в составе ССРБ. В феврале 1919 года в ходе советско-польской войны заняты польскими войсками, а с 1920 по 1921 год войсками Красной Армии.
После подписания Рижского договора, в 1921 году Западная Белоруссия отошла к Польской Республике и деревня была включена в состав новообразованной сельской гмины Велька-Бжостовица Гродненского повета Белостокского воеводства. В 1924 году насчитывала 4 дыма (двора) и 48 душ (24 мужчины и 24 женщины). Все жители — белорусы православного вероисповедания..
В 1939 году, согласно секретному протоколу, заключённому между СССР и Германией, Западная Белоруссия оказалась в сфере интересов советского государства и её территорию заняли войска Красной армии. В 1940 году деревня вошла в состав новообразованного Большеберестовицкого сельсовета Крынковского района Белостокской области БССР. С июня 1941 по июль 1944 года оккупирована немецкими войсками. С 20 сентября 1944 года в Берестовицком районе. 16 августа 1954 года переведена в состав Малоберестовицкого сельсовета. В 1959 году насчитывала 208 жителей. С 25 января 1962 года по 30 июля 1966 входила в состав Свислочского района. В 1968 году установлен памятник землякам, погибшим во времена Второй мировой войны. 1970 году насчитывала 220 жителей. С 12 ноября 1973 года в Пархимовском сельсовете. На 1998 год насчитывала 52 двора, 113 жителей, магазин и фельдшерско-акушерский пункт.  До 21 июня 2003 года в составе колхоза «имени М. Горького» (бел. iмя М. Горкага). 18 октября 2013 года переведена в состав Берестовицкого сельсовета.

## Население
| 1905 | 1924 | 1959 | 1970 | 1998 | 1999 | 2009 | 2015 |
| ---- | ---- | ---- | ---- | ---- | ---- | ---- | ---- |
| 203  | 48   | 208  | 220  | 113  | 106  | 85   | 85   |

## Транспорт
Через деревню проходят автодороги местного значения:
- Н6248 Карповцы — Синьки — Долбенки;
- Н6253 Карповцы — Зайковщина.